# Condado de Sierra (Nuevo México)
El condado de Sierra es uno de los 33 condados del estado estadounidense de Nuevo México. La sede del condado es Truth or Consequences, al igual que su mayor ciudad. El condado tiene un área de 10.972 km² (de los cuales 145 km² están cubiertos por agua) y una población de 13.270 habitantes, para una densidad de población de 1 hab/km² (según censo nacional de 2000). Este condado fue fundado en 1884.

## Evolución demográfica
A continuación se presenta una tabla que muestra la evolución de la población entre 1900 y 1990
| Año        | 1900 | 1910 | 1920 | 1930 | 1940 | 1950 | 1960 | 1970 | 1980 | 1990 |
| ---------- | ---- | ---- | ---- | ---- | ---- | ---- | ---- | ---- | ---- | ---- |
| Habitantes | 3158 | 3536 | 4619 | 5184 | 6962 | 7186 | 6409 | 7189 | 8454 | 9912 |